# Mutirama
Mutirama é um parque de diversão, localizado no centro de Goiânia, capital do estado de Goiás, Brasil, entre as avenidas Independência, Araguaia e Contorno.

## História

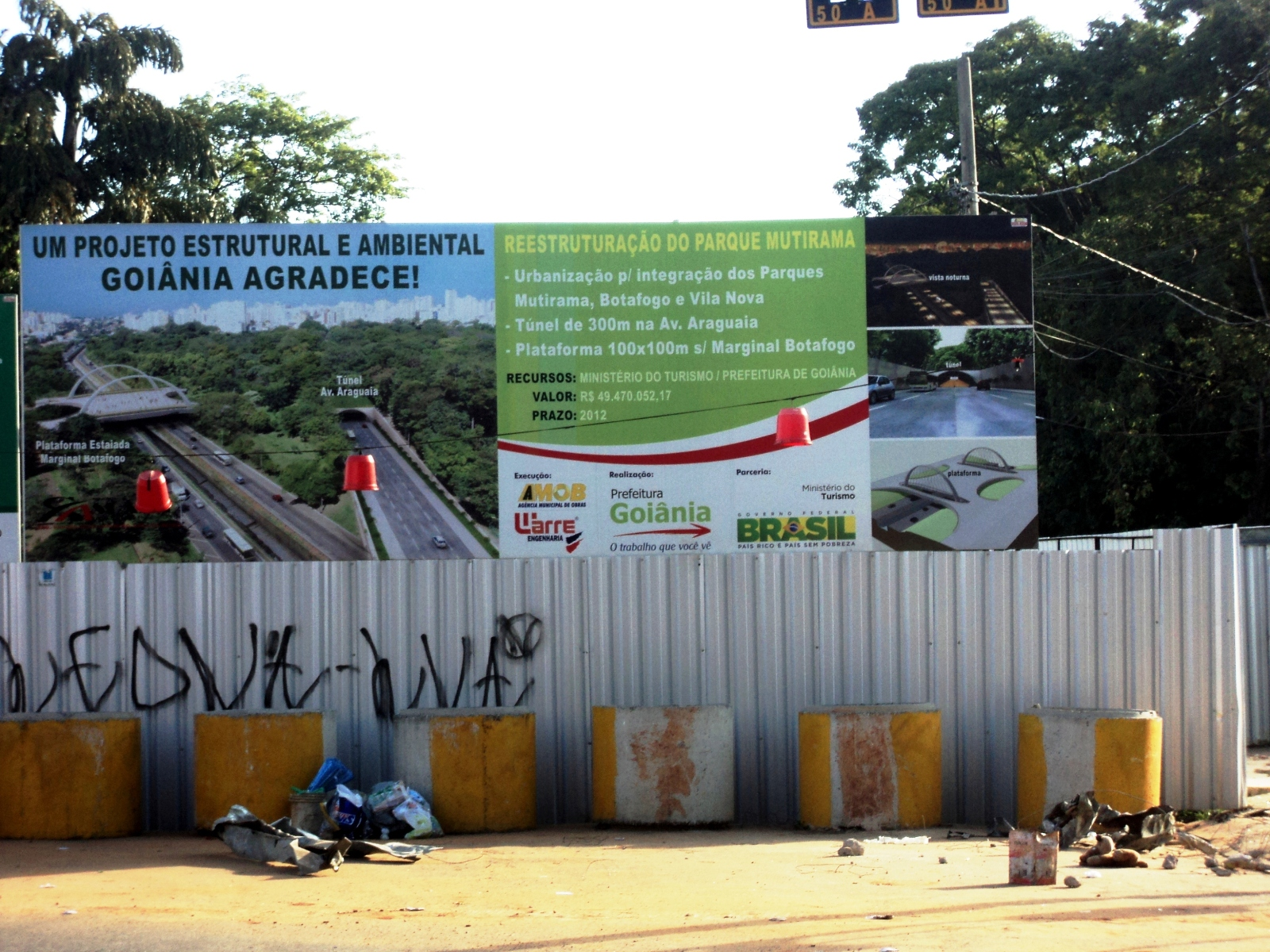
Placa de reforma do Parque Multirama, entre as Avenidas Araguaia e Contorno.

O Mutirama foi inaugurado no final da década de 60 (1969). Localizado ao lado do Parque Botafogo, está numa área criada e planejada desde a fundação de Goiânia, estando no Centro da cidade. Em suas instalações, consta o planetário que pertence à Universidade Federal de Goiás e o Parque dos Dinossauros, contendo réplicas em tamanho real.
Em 2011, parte da Avenida Araguaia e Marginal Botafogo foram interditadas para a reforma do parque, que segundo projeto seria fundido com o Parque Botafogo. Tal reforma causou um imbróglio no trânsito local, além de diversas denúncias de irregularidades na obra, incluindo superfaturamento na compra dos novos brinquedos que compõem o centro de diversões.
Em junho de 2012, parte do parque foi reinaugurado, tendo mudanças em sua estrutura.
Em 2017, ocorreu um incidente com o brinquedo Twister, que deixou 13 pessoas feridas. Com isso, o parque ficou fechado até 2019, quando foi reaberto. No ano seguinte, o parque novamente foi fechado por conta da pandemia de COVID-19 no Brasil e reaberto no final do mesmo ano.